# Tramwaje w Bendigo
Tramwaje w Bendigo – system komunikacji tramwajowej działający w australijskim mieście Bendigo.

## Historia
Pierwsze tramwaje w Bendigo uruchomiono 14 czerwca 1890, były to tramwaje akumulatorowe, których operatorem była spółka The Sandhurst and Eaglehawk Electric Tramway Company Ltd. Jednak już 23 września 1890 system zamknięto po zbankrutowaniu operatora. 1 lutego 1892 w mieście uruchomiono tramwaje parowe, które funkcjonowały do czerwca 1902, kiedy to je zlikwidowano. 15 kwietnia 1903 uruchomiono tramwaje elektryczne. Operatorem tramwajów była spółka Electricity Supply Company of Victoria. W 1923 spółka ta została wykupiona przez State Electricity Commission of Victoria. W 1972 sieć tramwajowa składała się z dwóch linii:
- North Bendigo − Golden Square
- Eaglehawk − Quary Hill Route

16 kwietnia 1972 zakończono eksploatację sieci tramwajowej, a kilka miesięcy później 9 grudnia 1972 na trasie North Bendigo − Central Deborach Mine uruchomiono linię turystyczną. Decyzję o uruchomieniu linii turystycznej podjął rząd stanowy Wiktorii 11 września 1972. 

## Tabor
Tabor, który obsługuje linię turystyczną składa się ze wszystkich 23 tramwajów, które eksploatowano na sieci zlikwidowanej 16 kwietnia 1972. Łącznie w Bendigo są 32 wagony. 4 z nich pochodzą z Melbourne, natomiast pozostałe to oryginalny tabor Bendigo.